# Vivre avec Camus
 (novembre 2020).
Pour plus de détails, voir Fiche technique et Distribution.
Vivre avec Camus est un documentaire français réalisé par Joël Calmettes, sorti en 2013
Ce documentaire est une production franco-allemande : Arte France et Chiloé Productions.
La version courte du film (54 min) est diffusée pour la première fois sur Arte le 9 octobre 2013 en deuxième partie de soirée à l’occasion du centenaire de la naissance de l’écrivain Albert Camus.
La version longue (75 min) est projetée à Aix-en-Provence à l'occasion de l'inauguration de l'exposition Albert Camus : Citoyen du monde.
Un site dédié sur Arte permet aux lecteurs d'Albert Camus présents dans le film d'établir des échanges avec des lecteurs du monde entier.

## Synopsis
À l'occasion de la célébration du centenaire de la naissance d'Albert Camus, le 7 novembre 1913, Joël Calmettes a parcouru la planète pour rencontrer des lecteurs d'Albert Camus. Albert Camus est l'écrivain français du XXe siècle le plus traduit et le plus lu dans le monde[réf. nécessaire]. 
Joël Calmettes a réalisé précédemment deux films sur Albert Camus : La Tragédie du bonheur (avec Jean Daniel) (1999) et Le Journalisme engagé (2009).

## Personnages du film
Algérie
- Islem Meghiref (apprenti pâtissier)
- Khaled Redouane (étudiant en mathématiques)

Allemagne
- Anne-Katrin Reif (journaliste et danseuse de tango)
- Rupert Neudeck (fondateur de l'ONG Cap Anamur)

Cameroun
- Thibault Tsimi (publicitaire) et Léo Tsimi

Canada
- Peter Sariosek (poseur de parquets)

États-Unis
- Ronald Keine (ex condamné à mort)
- Richard Carrick (compositeur)

France
- Thierry Brigaud (président de Médecins du monde)
- Anne Lise Rocher Braun (professeur de lettres, réserviste)

Japon
- Hiroki Toura (professeur de Lettres)
- Patti Smith (chanteuse)

- Avec plusieurs personnes supplémentaires dans la version longue :

Cameroun
- Parfaite Magaptche (étudiante)

France
- Thierry Min (prêtre)
- Abd Al Malik (chanteur)

Japon
- Madame Sanoko (militante anti nucléaire)

États-Unis
- Pierre Gratia (astrophysicien)
- Kelli Dudley (avocate)

## Fiche technique
- Réalisateur : Joël Calmettes
- Monteur: François Gédigier
- Chef Opérateur : Olivier Raffet
- Voix lecture Albert Camus : Christian Gonon
- Voix Commentaire : Jean-Marie Fonbonne
- Chargé d'enquête : Olivier Brejoux

## DVD
Vivre avec Camus, Éditeur Chiloé Productions, octobre 2013
Plusieurs versions disponibles sur le DVD :
- Vivre avec Camus (54 min)
- Vivre avec Camus Version Longue (75 min)
- Bonus : 6 portraits supplémentaires de lecteurs d'Albert Camus (25 min)

## Distinction
- Festival international du grand reportage d'actualité du Touquet-Paris-Plage : retenu dans le cadre de la section « Autrement vu » 2014[réf. nécessaire]